# Fortællingen om Viga-Ljot og Vigdis (romance)
Fortællingen om Viga-Ljot og Vigdis ("Vigdis, a Indomável", em Portugal) é um romance da escritora norueguesa e ganhadora do Prêmio Nobel de Literatura de 1928, Sigrid Undset, publicado pela primeira vez em 1909. . A história passa-se entre a Islândia e a Noruega do século XI, durante a chamada Era Viking. Após uma tentativa anterior e mal sucedida, este é o primeiro romance histórico publicado por Sigrid Undset, que se tornaria reconhecida mundialmente por suas descrições da vida nórdica durante a Idade Média, motivo pelo qual foi distinguida com o Nobel de Literatura.
A trama envolve temas como: estupro e vingança, violência civil e doméstica, casamentos conturbados e crianças vítimas da violência dos pais. O livro segue o estilo das prosas lacônica das sagas islandesas. 

## Trama
O romance centra-se na história de Vigdis, filha de Gunnar, uma moça teimosa e cheia de determinação. Após ter sido violentada pelo jovem islandês Viga-Ljot, de quem engravida, Vigdis embarca em uma verdadeira saga em busca de reconstruir a honra perdida e de executar sua vingança.

## Recepção
Como o primeiro dos romance históricos de Sigrid Undset, foi considerada pela posteridade como uma saga pastiche. No entanto, a intenção de Undset não era a de copiar um estilo antigo, mas sim retratar as emoções humanas presentes “em todas as épocas”. Ela enfatizou que se baseava nas experiências das pessoas modernas e que só se pode realmente “escrever romances de sua época”. 
O romance foi traduzido para o inglês com o título de Gunnar's Daughter (A Filha de Gunnar).